# St. Stephanus (Mauerberg)

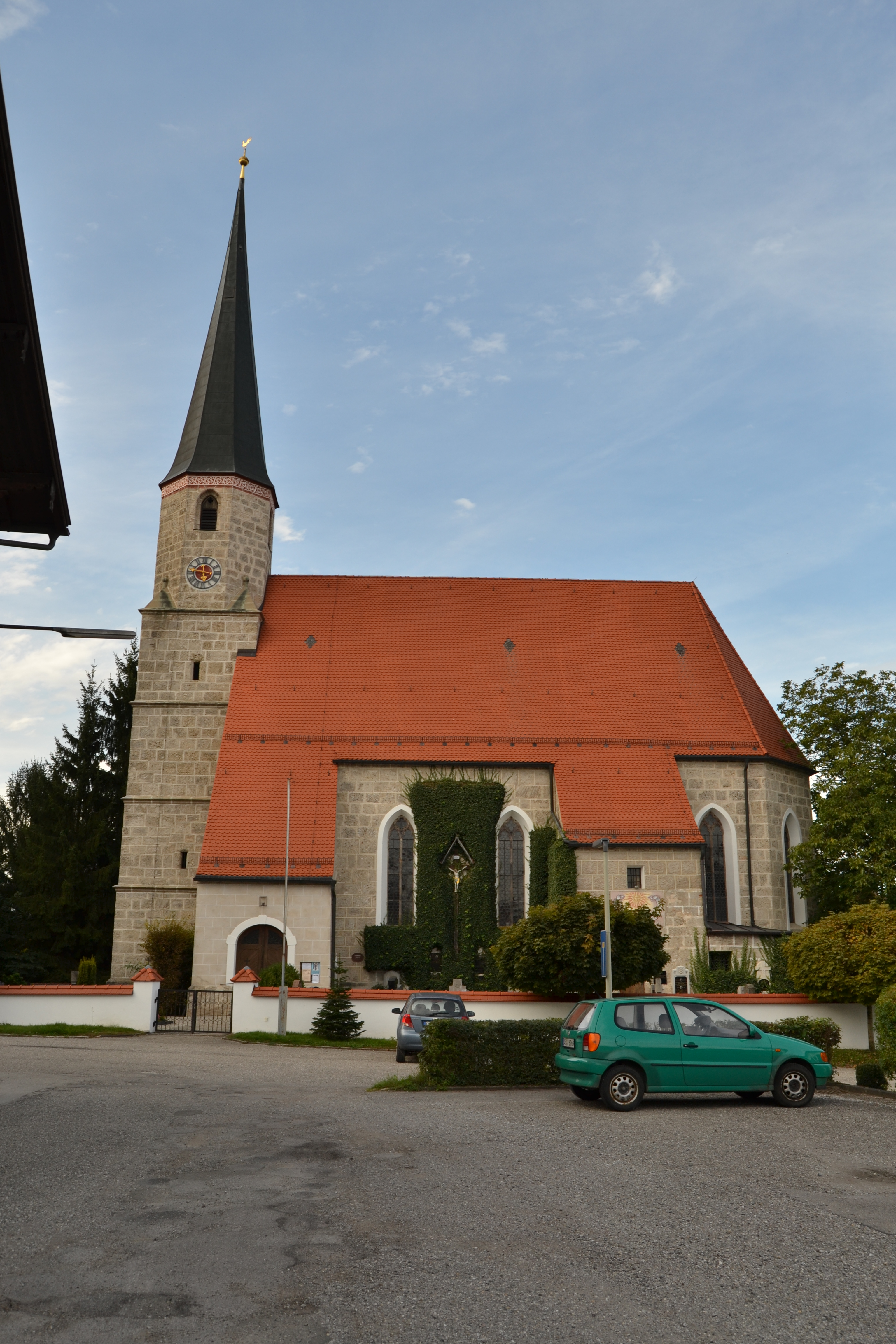
St. Stephanus in Mauerberg

Die römisch-katholische Pfarrkirche St. Stephanus steht in Mauerberg, einem Gemeindeteil von Garching an der Alz im oberbayerischen Landkreis Altötting. Das Bauwerk ist in der Liste der Baudenkmäler in Garching an der Alz als Baudenkmal unter der Nr. D-1-71-117-59 eingetragen. Die Kirche gehört zum Dekanat Altötting im Bistum Passau. 

## Beschreibung
Die gotische Saalkirche aus Quadermauerwerk wurde 1484 erbaut und Mitte des 18. Jahrhunderts barock umgestaltet. Diese Umgestaltung wurde in der Zeit von 1869 bis 1911 wieder rückgängig gemacht. Die Kirche besteht aus dem Langhaus, dem eingezogenen, dreiseitig geschlossenen Chor im Osten zu zwei Jochen, der Sakristei an der Südwand des Chors, einem Vorbau mit dam Portal an der Südwand des Langhauses und dem Kirchturm im Westen. Im achteckigen obersten Geschoss des mit spitzem Helm bedeckten Turms sind die Turmuhr und der Glockenstuhl mit vier Glocken eingebaut.
Die Innenräume von Langhaus und Chor sind mit Netzgewölben überspannt. Der Hochaltar wurde 1911 nach einem Entwurf von Joseph Elsner junior gebaut. Am Chorbogen steht eine Mondsichelmadonna vom Ende des 17. Jahrhunderts.